# Urdiain
Urdiain (en basc i oficialment, en castellà Urdiáin) és un municipi de Navarra, a la comarca de Sakana, dins la merindad de Pamplona.

## Demografia
| Evolució demogràfica                               | Evolució demogràfica | Evolució demogràfica | Evolució demogràfica | Evolució demogràfica | Evolució demogràfica | Evolució demogràfica | Evolució demogràfica | Evolució demogràfica | Evolució demogràfica | Evolució demogràfica |
| 1996                                               | 1998                 | 1999                 | 2000                 | 2001                 | 2002                 | 2003                 | 2004                 | 2005                 | 2006                 | 2007                 |
| -------------------------------------------------- | -------------------- | -------------------- | -------------------- | -------------------- | -------------------- | -------------------- | -------------------- | -------------------- | -------------------- | -------------------- |
| 638                                                | 638                  | 647                  | 639                  | 627                  | 627                  | 630                  | 620                  | 620                  | 605                  | 605                  |
| Fonts: Urdiain i Institut d'Estadística de Navarra |                      |                      |                      |                      |                      |                      |                      |                      |                      |                      |

## Economia
La proximitat d'Altsasu (nucli industrial) té fortes influències en l'economia local. El corredor de comunicació entre les tres províncies, Àlaba, Guipúscoa i Navarra, han estat també factors d'importància en el desenvolupament de la indústria fustera, alimentària i metal·lúrgica.